# Tóra

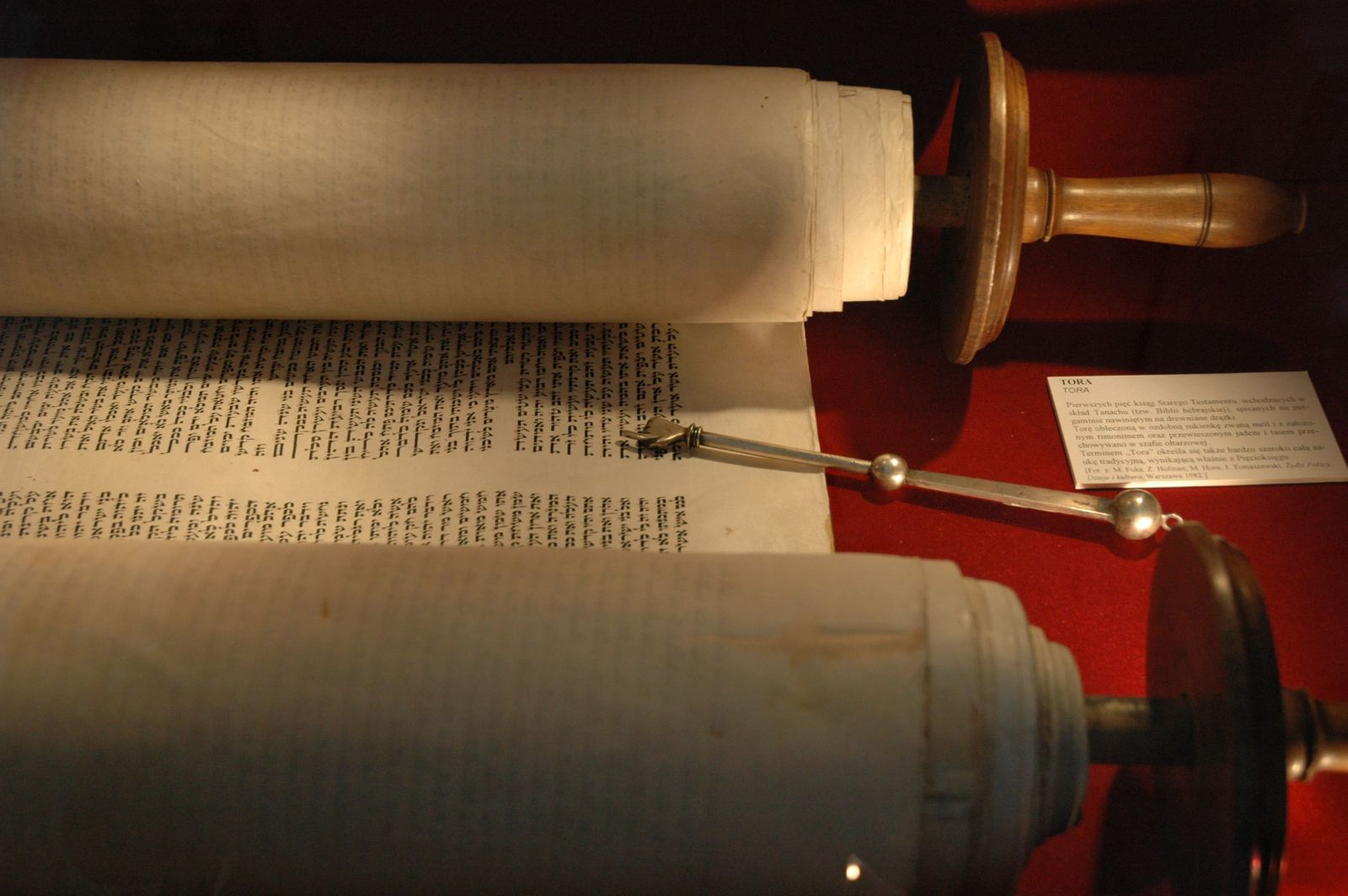
Svitek tóry s ukazovátkem zvaným jad

Tóra (hebrejsky תורה‎ znamená zákon, učení), také Chamiša chumšej Tora (hebrejsky „Pět pětin Tóry“) označuje první ze tří částí Tanachu, neboli prvních pět knih hebrejské bible. V širším smyslu pak slovo tóra označuje celý Tanach a také Ústní tóru, tradiční interpretaci textu Tóry.
Pro prvních pět knih se zejména v křesťanském prostředí užívá název Pentateuch (z řeckého πεντάτευχος, „pět knih“) nebo Pět knih Mojžíšových, což je tradiční název pocházející z prostředí raného křesťanství.
Tóra se skládá z pěti knih:
- בראשית‎ Be-rešit – Genesis
- שמות‎ Šemot – Exodus
- ויקרא‎ Va-jikra – Leviticus
- במדבר‎ Ba-midbar – Numeri
- דברים‎ Devarim – Deuteronomium

| Židé a judaismus |
| Židé • Judaismus • Kdo je Žid |
| Ortodoxní • Konzervativní (Masorti) Progresivní (Reformní - Liberální) • Ultraortodoxní Samaritáni • Falašové • Karaité                                                                                            |
| Etnické skupiny a jazyky |
| Aškenázové • Sefardové • Mizrachim Hebrejština • Jidiš • Ladino • Ge'ez • Buchori |
| Populace (vývoj) |
| Evropa • Amerika • Asie • Afrika • Austrálie |
| Náboženství |
| Bůh • Principy víry • Boží jména 613 micvot • Halacha • Noachidské zákony Mesiáš • Eschatologie |
| Židovské myšlení, filosofie a etika |
| Židovská filosofie Cdaka • Musar • Vyvolenost Chasidismus • Kabala • Haskala |
| Náboženské texty |
| Tóra • Tanach • Mišna • Talmud • Midraš Tosefta • Mišne Tora • Šulchan aruch Sidur • Machzor • Pijut • Zohar |
| Životní cyklus, tradice a zvyky |
| Obřízka • Pidjon ha-ben • Simchat bat • Bar micva Šiduch • Svatba • Ketuba • Rozvod (Get) • Pohřeb Kašrut • Židovský kalendář • Židovské svátky Talit • Tfilin • Cicit • Kipa Mezuza • Menora • Šofar • Sefer Tora |
| Významné postavy židovství |
| Abrahám • Izák • Jákob • Mojžíš Šalomoun • David • Elijáš • Áron Maimonides • Nachmanides • Raši Ba'al Šem Tov • Ga'on z Vilna • Maharal                                                                           |
| Náboženské budovy a instituce |
| Chrám • Synagoga • Ješiva • Bejt midraš Rabín • Chazan • Dajan • Ga'on Kohen (kněz) • Mašgiach • Gabaj • Šochet Mohel • Bejt din • Roš ješiva                                                                      |
| Židovská liturgie |
| Šema • Amida • Kadiš Minhag • Minjan • Nosach Šacharit • Mincha • Ma'ariv • Musaf |
| Dějiny Židů |
| starověk • středověk • novověk |
| Blízká témata |
| Antisemitismus • Gój • Holocaust • Izrael Filosemitismus • Sionismus Abrahámovská náboženství |
| z • d • e |

Tóra ve smyslu Pentateuchu je základním dokumentem judaismu. Slovo samotné má kořen v hebrejském ירה „jara“, učit či ukazovat. V Tóře je obsaženo stvoření světa, příběhy Adama, Noeho, příběhy židovských praotců Avrahama (Abrahám), Jicchaka (Izák) a Ja'akova (Jákob, též Jakub, dalším jménem Jisra'el), proroka Mojžíše, dále také 613 micvot (židovských přikázání) a další materiál, který lze považovat za právotvorný. Tóra tak dala základ celému pozdějšímu židovskému náboženskému právu, hebrejsky הלכה‎ halacha.

## Vznik
Podle židovské tradice byly knihy Tóry věnovány Bohem Mojžíšovi okolo roku 1220 př. n. l., krátce po exodu z Egypta. Jak k tomuto věnování došlo, bylo předmětem debat v období raného rabínského anebo tanaitského judaismu (1. století n. l. – počátek 3. století n. l.) Jedna z verzí považovala věnování Tóry za jedinečnou událost, při které Mojžíš na hoře Sinaj obdržel celou Tóru. V tomto jediném okamžiku byla zjevena celá historie lidstva od prvopočátku Stvoření.[zdroj?] Podle jiných verzí Mojžíš na Sinaji obdržel pouze Deset přikázání a ostatní zákony byly zjevovány postupně během čtyřiceti let putování pouští. V každém případě to ale podle těchto verzí byl hlas Boží, který Mojžíšovi diktoval obsah Tóry.
Během období Druhého chrámu (3. století př. n. l.–1. století n. l.) se pak prosazovala verze, podle které Mojžíš obdržel nejen celou psanou Tóru, ale také Ústní zákon.
Podle hypotéz, které se od doby osvícenství začaly ujímat na evropských univerzitách, byl text Tóry sestaven z několika předcházejících zdrojů. Jde o tzv. hypotézu pramenů či dokumentární hypotézu (nazývanou někdy podle předpokládaných pramenů "Jahvisty", "Elohisty", kněžského spisu, německy Priesterschrift, a tzv. Deuteronomisty zkratkou „JEPD“). V klasické podobě ji formuloval Julius Wellhausen, hypotéza ale prošla mnoha modifikacemi. Ke společně sdíleným východiskům moderního biblického bádání dnes patří předpoklad, že je text Tóry kompromisem kněžských a laických, navzájem rozdílných materiálů. Ke spojení těchto tradic do díla, které známe jako Tóru či Pentateuch, došlo pravděpodobně za vlády Peršanů od konce 6. stol. př. n. l.

## Obsah
Tóra je souvislým vyprávěním, které začíná stvořením světa a končí smrtí Mojžíše před tím, než Židé vstoupí do Kanaánu.
Zatímco řecké názvy knih (Genesis, Exodus, Leviticus, Numeri a Deuteronomium) popisují zhruba obsah každé knihy, v židovské tradici bývaly knihy označovány podle počátečních slov, jak je tomu i v tomto případě.
- Genesis (hebrejsky בראשית‎, Be-rešit, „Na počátku“) – Začíná popisem stvoření (řecky genesis) světa a člověka. Hlavní částí je vyprávění o praotcích izraelského národa – Abrahámovi a Sáře, Izákovi a Rebece, Jákobovi, Ráchel, Lei a jejich potomcích, kteří založili izraelský národ. Děj končí smrtí Jákobova syna Josefa v Egyptě.
- Exodus (hebrejsky שמות‎, Šemot, „Jména“) – Popisuje život Izraele v egyptském otroctví, narození Mojžíše a jejich vysvobození a odchod (exodus) z Egypta. Předání Desatera Bohem Mojžíšovi na hoře Sinaj.
- Leviticus (hebrejsky ויקרא‎, Va-jikra, „A zavolal“) – Obsahuje především mnoho zákonů a většinu 613 micvot. Popisované zákony se týkají především chrámových rituálů a zvířecích obětí, na které dohlížel izraelitský kmen Levitů (odtud i řecké a latinské jméno knihy).
- Numeri (hebrejsky במדבר‎, Ba-midbar, „Na poušti“) – Popis putování Izraelitů pouští, řada narativních pasáží popisující obtíže a přestoupení Izraelitů proti Bohu. Název numeri (čísla) je odvozen ze sčítání Židů na začátku knihy. Kromě dalších zákonů kniha dále obsahuje příběh vzpoury proti Mojžíšovi.
- Deuteronomium (hebrejsky דברים‎, Devarim, „Slova“) – Dostalo své pojmenování z řeckého „druhý zákon“, protože Mojžíš v této knize opakuje zákony předané Bohem Židům. Jde v podstatě o závěrečnou řeč Mojžíše ke svému národu před svojí smrtí, zatímco se Židé připravují vstoupit do Země zaslíbené. V šesté kapitole se nachází Šema, židovské vyznání víry.

## Interpretace
Tóra je v židovské tradici otevřena interpretaci. Během dvou tisíciletí rabínského judaismu byl text Tóry podroben agadické, halachické, gramatické, filozofické a mystické interpretaci. Tato nikdy nekončící interpretace Tóry zajišťuje názorové bohatství judaismu. Doslovnému výkladu se obvykle nedává přednost před ostatními výklady.
Kabala a chasidismus někdy zdůrazňují, že proces předávání Tóry nikdy nekončí a může být zopakován pro každého jednotlivce zvlášť.